# Пищевая промышленность Азербайджана
Пищевая промышленность в Азербайджане является одной из основных среди промышленных отраслей, а также занимает первое место в стране по количеству занятого в этой отрасли населения.
Азербайджан экспортирует производимую продукцию как на рынки соседних стран, России, Ирана, Турции и Грузии, так и на мировые рынки. Основными продуктами пищевой промышленности являются консервы,  минеральные воды, сахар.

## Консервная промышленность
Страна покрывает внутренние потребности по переработке плодоовощной продукции. Часть произведенной продукции экспортируется в страны СНГ и Европу. 
Производство консервов осуществляют Губа-Хачмазский консервный комбинат, консервные заводы в Губе, Гусаре и Худате.
Крупными производителями являются «Azersun Holding» с заводами в Хачмазе, Ленкорани, Загатале, консервные заводы «Gilan Holding» в Габале и Ленкорани, ряд консервных предприятий в Шеки-Загатальском регионе, Гейчае и в других регионах. Некоторые предприятия, в том числе «Azersun» и «Gilan Holding», заняты переработкой маслин.
В южных областях Азербайджана функционируют заводы по изготовлению томатной пасты, переработке фруктов в джемы и варенья.

## Производство напитков
Азербайджан известен гранатом. Гранатовый сок «Grante» Гейчайского завода «AzNAR» на 16-й международной выставке продуктов питания «Продэкспо 2009» был награждён тремя золотыми медалями. 
В секторе газированной и негазированной воды популярны «Shollar», «TAC», «Khayal», компании «Veyseloglu» («Sirab»), компании «Odər» («Gülüstan»).
Значительное место занимает рынок чая. «Azersun Holding» и «Beta Group of Companies», занимают 62,2 % и 32,1 % рынка чая соответственно. Азербайджан популярен также ленкоранским чаем. На международном конкурсе, проведённом в 2002 году в Мадриде, азербайджанский чай был награждён золотой премией Европы «21 век». В 2005 году в конкурсе «По качеству и технологии» ленкоранский чай был удостоен ещё одной золотой медали.
В Шахбузе и Нахичевани действуют водоналивные предприятия «Бадамлы», построенные в 1949 году, «Сираб», построенный в 1976 году. 

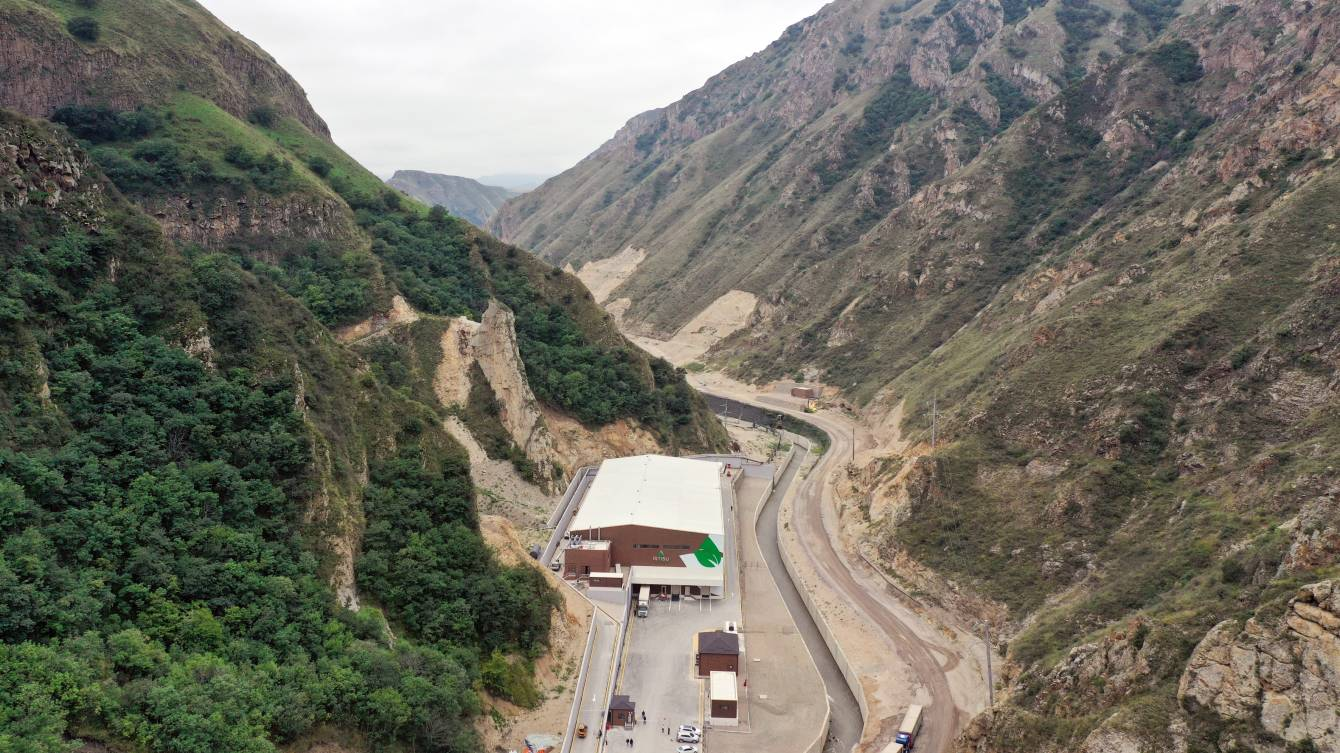
Завод минеральных вод «Истису» Сентябрь 2024

В Гяндже, Гейчае, Шамкире, Ханларе, Шемахе и Нахичевани действуют заводы по выпуску вин и коньяка. Производятся 60 марок вин, 20 видов густых, десертных вин. В стране действуют 44 предприятия по выпуску алкогольных напитков и 35 — по выпуску пива.
18 ноября 2011 года в Габале открыт Габалинский лимонадный завод холдинга «Gilan». На заводе установлено оборудование итальянской компании «Podovan». На заводе производится продукция 5 наименований — кола, лимонады «Дюшес», «Тархун», из лимона, винограда, а также газированная и негазированная вода. Мощность завода — 50 миллионов литров в год.
2 сентября 2024 года в Кельбаджарском районе открыт заново построенный завод минеральных вод «Истису». Минеральная вода разливается из месторождения термальных вод на высоте 1 600 м над уровнем моря. Вода с месторождения выходит на поверхность с температурой выше 60°C. Мощность завода составляет 100 млн стеклянных бутылок в год. Из минералов в воде содержится бикарбонат, сульфат натрия, кальций, магний.
С 1996 года в Азербайджане действует ООО «Coca-Cola Bottlers». 

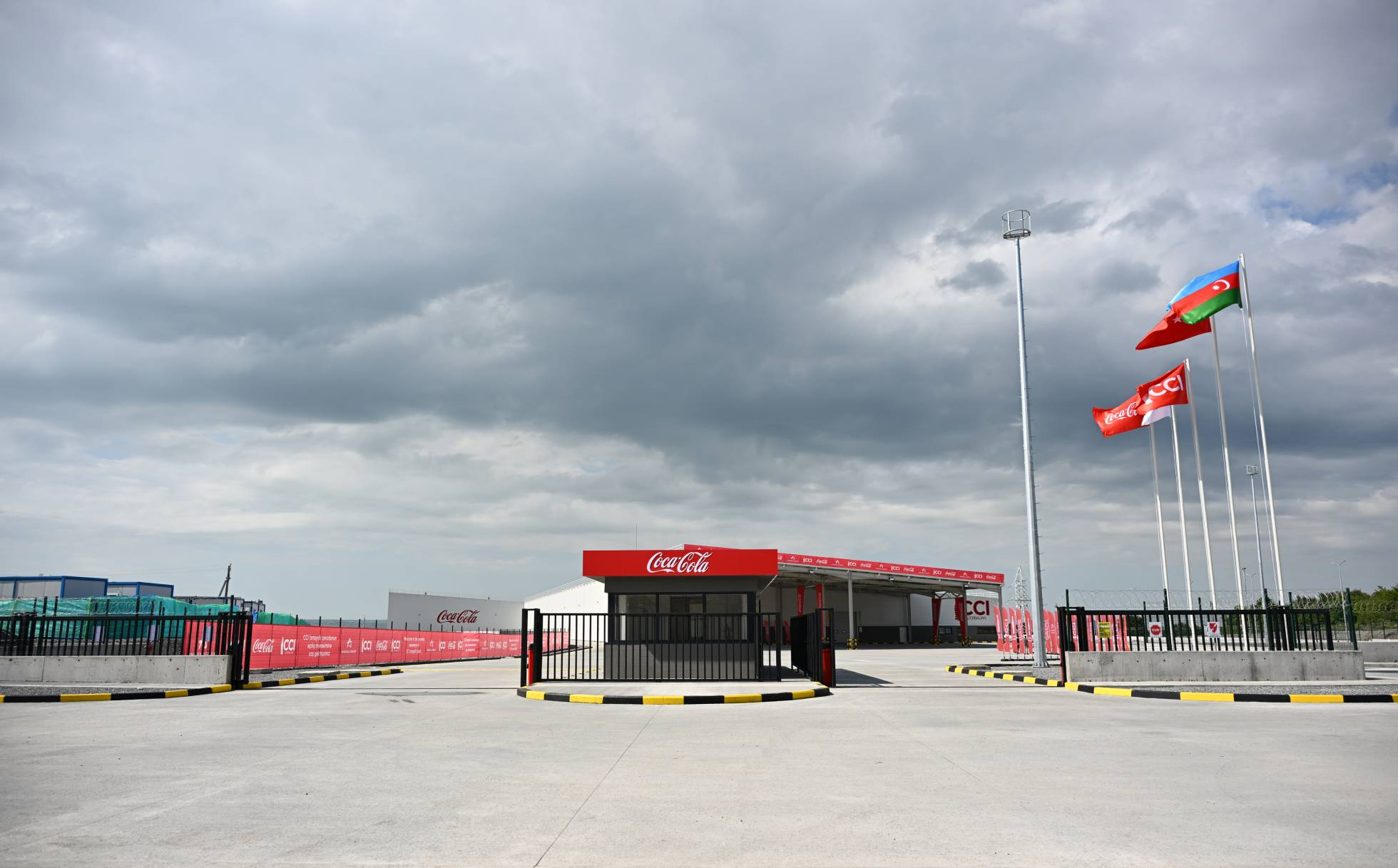
Завод Coca-Cola в Исмаиллинском районе Май 2025

26 мая 2025 года в с. Топчу открыто производственное предприятие ООО «Azerbaijan Coca-Cola Bottlers». Предприятие занимает 15 гектар. Мощность предприятия — 165 млн литров в год. Завод стал вторым предприятием ООО «Coca-Cola Bottlers» в Азербайджане. Всего с 1996 по май 2025 года компания инвестировала в Азербайджан 200 млн долл.

## Молочная промышленность
В республике действует более двух десятков крупных молокозаводов и 128 малых предприятий по производству молочных продуктов. 
Осуществляется производство сливочного масла. Производство удовлетворяет только 50 % потребности в сливочном масле. 50 % импортируется. За январь - сентябрь 2024 года произведено 22 345 тонн, импортировано 22 104 тонны сливочного масла.
В 2008 году компания «Palmali» открыла в Ленкорани молочный завод «NurSud». На заводе производится 34 вида продукции. В Билясуварском районе начал деятельность молокозавод ООО «Агро», который производит сухое молоко и сливочное масло.

## Животноводческая продукция
Из общей площади страны на сельскохозяйственные земли приходится 46 % (около 4 млн га), половину которых занимают пастбища. На 1 февраля 2009 года объём производства мяса в Азербайджане составил 24,645 тыс. тонн. В декабре 2008 года это число было 25,3 тыс. тонн. Производство мяса в стране выросло на 0,5 %.

## Рыболовство
Рыболовство в Азербайджане считается одной из важных отраслей. 25-27 мая 2009 года была проведена 2-я Каспийская международная выставка «Морепродукты и рыболовство» с целью представления международным кругам, занятым в секторе рыбного хозяйства, потенциала Каспийского региона.
Заводы по использованию рыбных запасов Каспийского моря и реки Куры функционируют в Мингачевире, Хаджигабуле, Хилли, Ленкорани, в Апшеронском экономическом районе. Основными предприятиями по обработке рыбной продукции являются рыбный комбинат в Худате, в посёлке З.Тагиева в Ховсане. В стране функционируют заводы по разведению рыбы, большинство из которых находятся на территории Нефтчалинского района.
Азербайджан ратифицировал 12 международных конвенций в сфере рыболовства, после проведенных 120 поправок в Закон АР «О рыболовстве», в стране созданы условия для эффективной деятельности рыбных хозяйств.

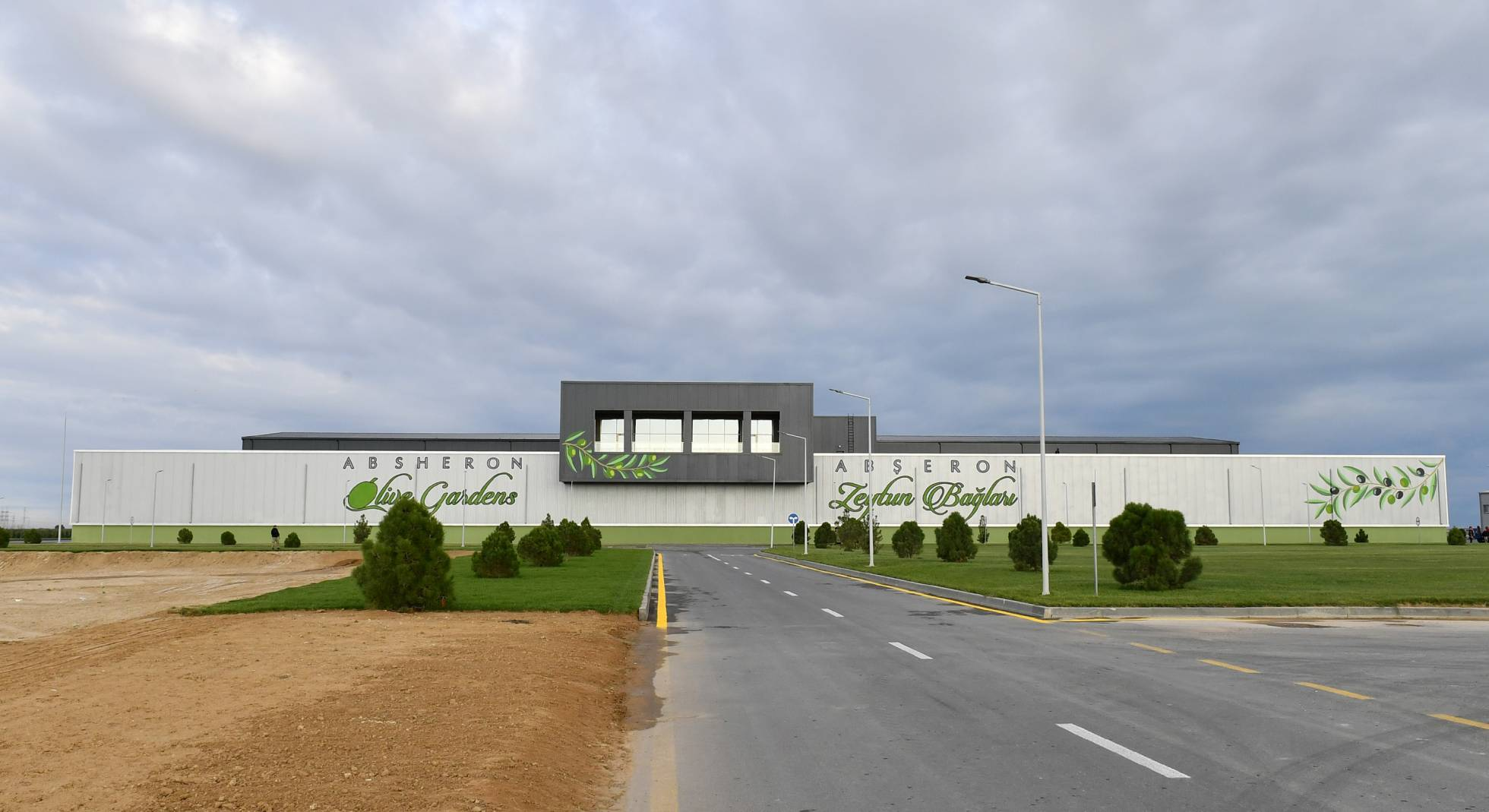
Оливководческий комплекс Зиря

## Производство оливкового масла
В 2019 году на территории пос. Зиря начал действовать оливководческий комплекс. Размер территории оливководческого комплекса составляет 3 000 гектар. На территории с. Гошагышлаг высажены оливковые сады на площади 697 гектар. Посажены оливковые деревья сортов «Arbequina», «Arbosana», «İmperial», «Gemlik», «Manzanillo», «Blanqueta», «Koroneiki», привезённые из Испании, Португалии, Турции и Греции. Высажены саженцы масличных, столовых и смешанных сортов оливок. 
4 ноября 2022 года в пос. Зиря открыт завод по переработке оливкового масла и столовых оливок. Завод построен совместно с итальянской компанией «Pieralisi». Действует 5 производственных линий. Осуществляется производство оливкового масла холодного отжима Extra Virgin. Мощность завода составляет 4 000 тонн масла в год. С одного гектара осуществляется сбор 2 500 — 3 000 кг оливок. 
Действует участок по переработке столовых оливок мощностью 1 000 сырых оливок в год.

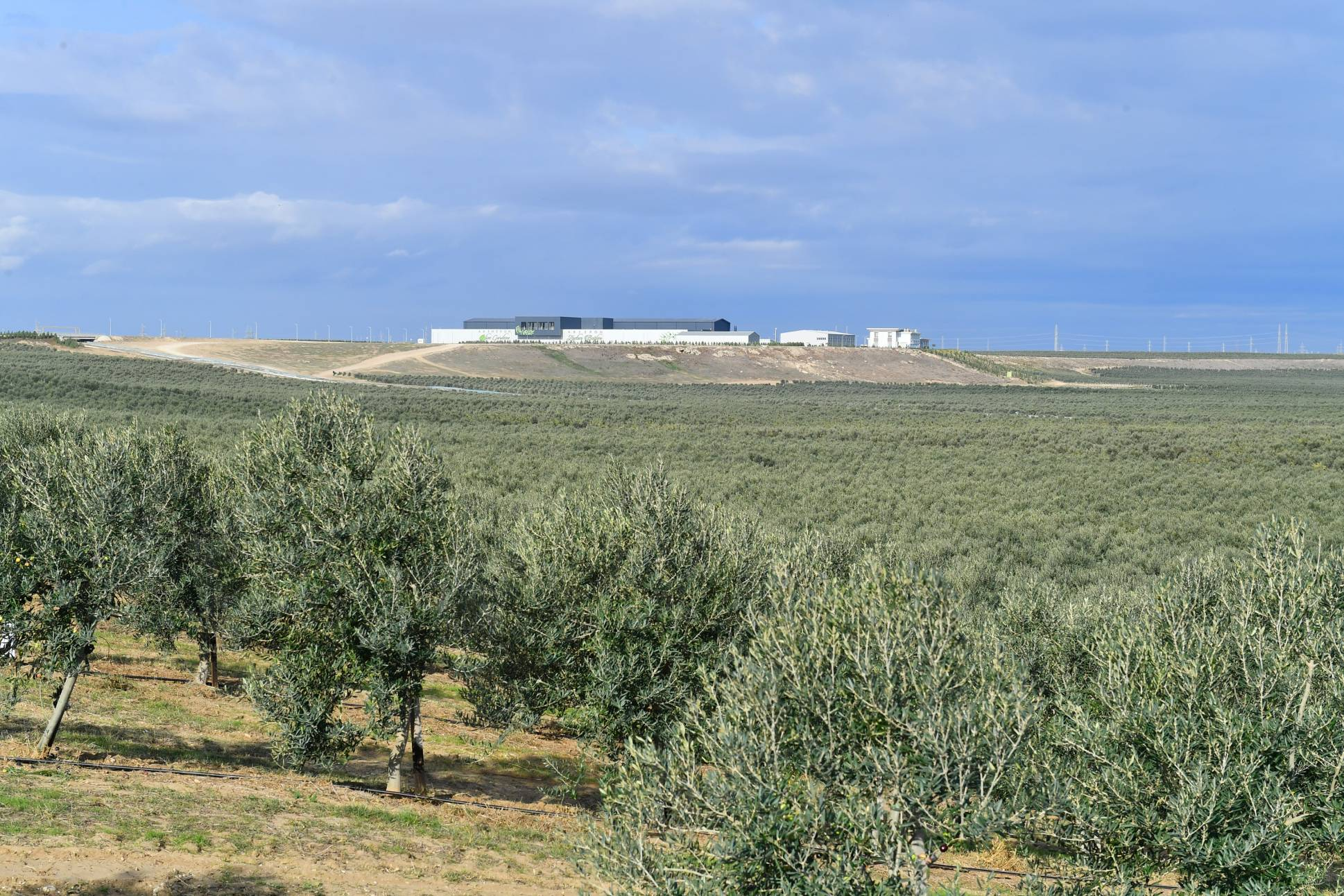
Оливководческий комплекс Зиря
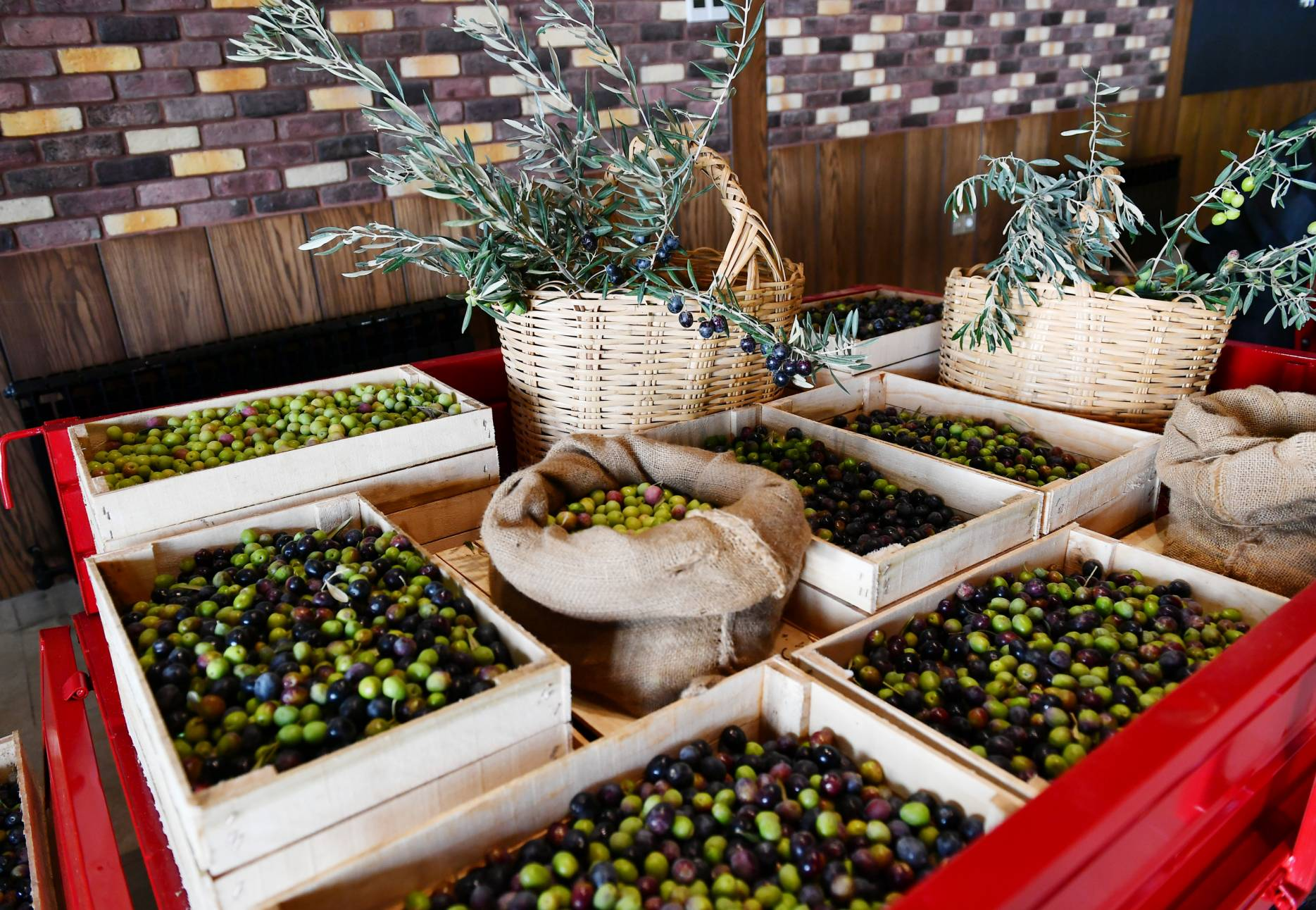
Оливководческий комплекс Зиря

## Сахарная промышленность
В марте 2006 года введён в эксплуатацию Имишлинский сахарный завод.  Производительность завода составляет 1800 тонн сахара-сырца в сутки. Завод перерабатывает 10 000 тонн сахарной свеклы в сутки. 
Ассортимент завода составляют сахарная пудра, сахарный песок, изделия из сахара, кусковой и прессованный сахар. На заводе работает 1400 человек.
Продукция поставляется в различные страны, в том числе в Россию, Туркменистан, Израиль.

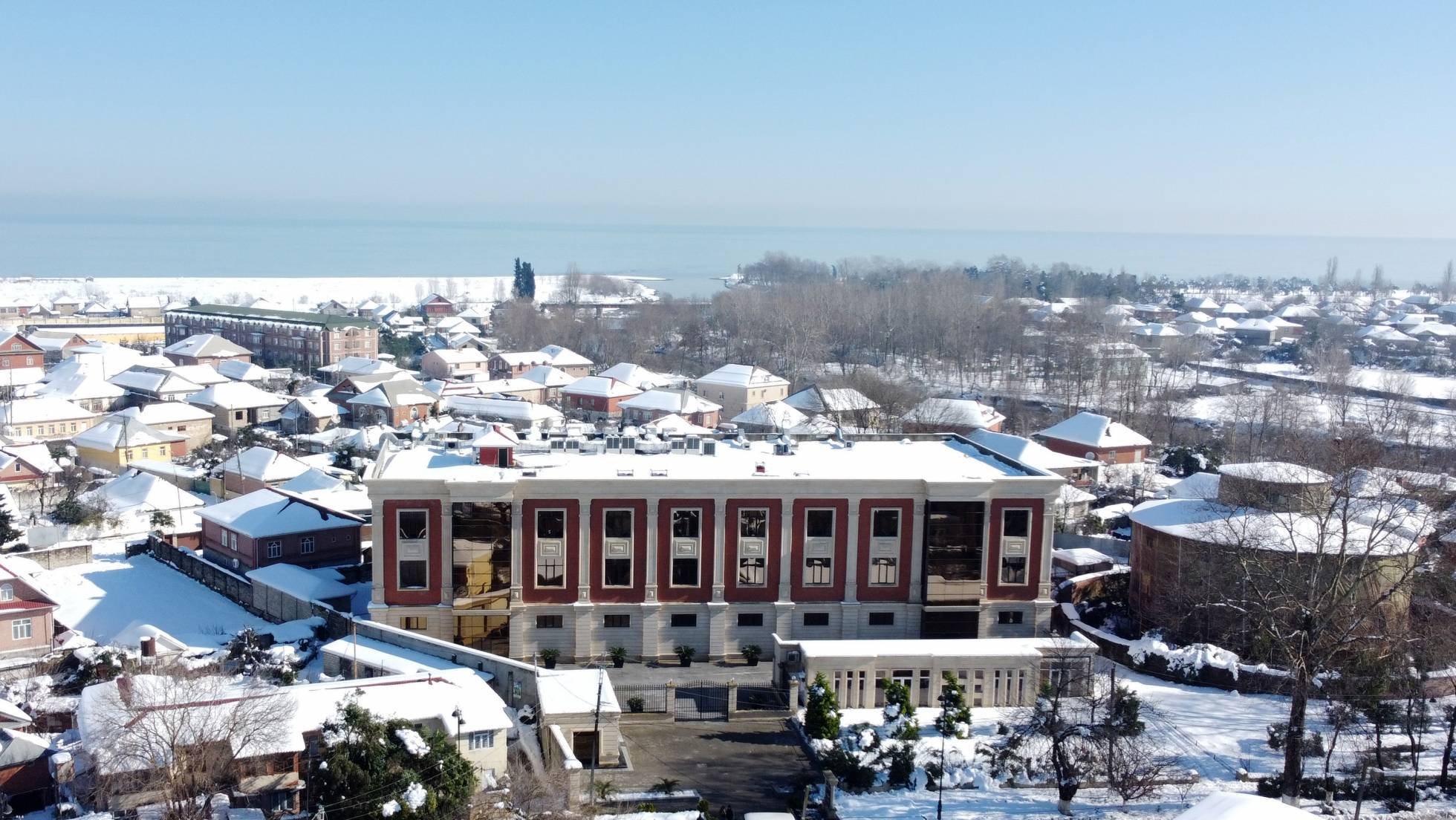
Предприятие по производству кондитерских изделий Ленкорань

В 2012 году в Имишли открыта фабрика по производству кускового сахара.
Кроме того, Азербайджан также импортирует сахар. Странами - поставщиками являются Россия, Турция, Украина.

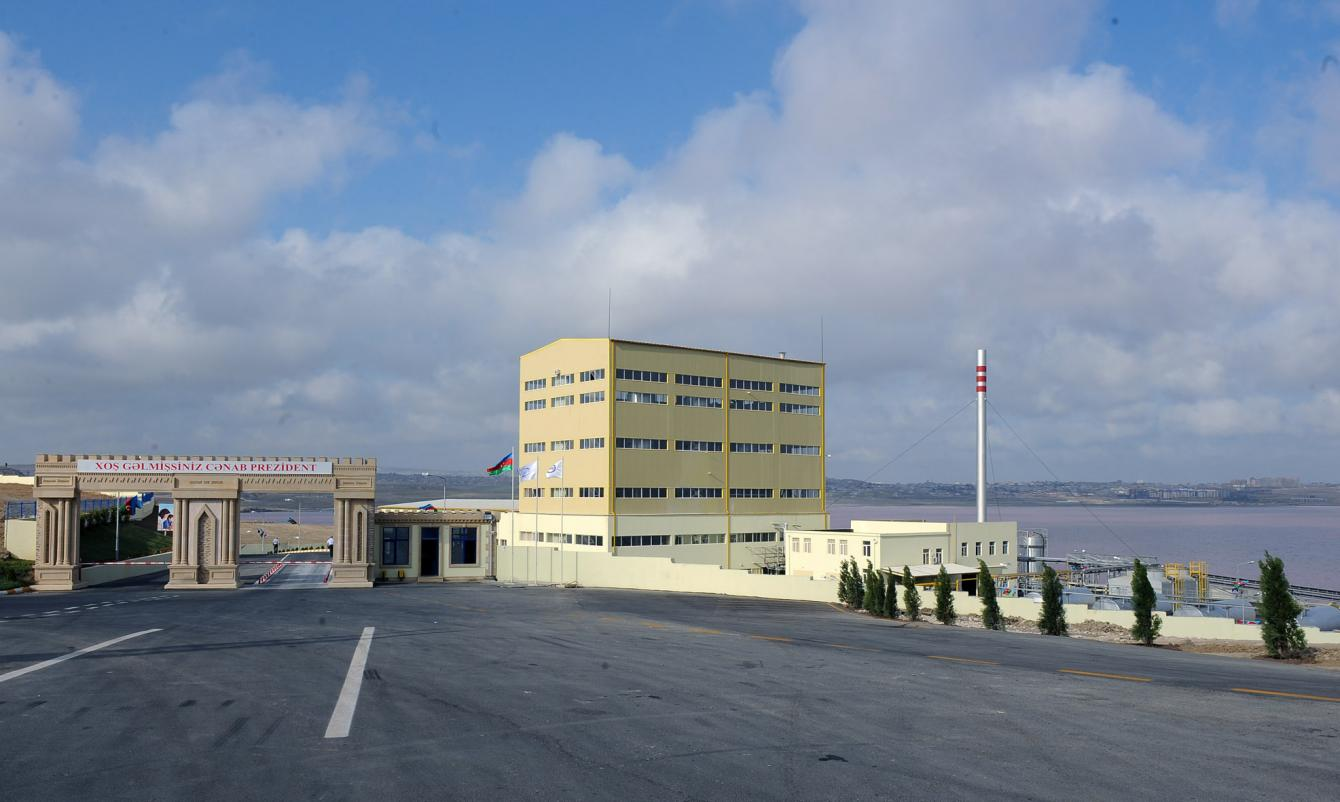
Масазырский соляной завод

## Производство соли
Источником соли в Азербайджане является озеро Масазыргёль. Запасы соли в озере составляют 1 млн. 735 тыс. тонн.
21 июля 2010 года введён в эксплуатацию  Масазырский соляной завод холдинга «Azersun». Строительство завода было начато в 2007 году. Завод расположен около озера Масазыр на территории 8 гектар. Мощность завода составляет 90 000 тонн соли в год. Завод производит пищевую и техническую соль. Экспорт продукции осуществляется в Россию, Грузию, Казахстан. На заводе осуществляется рафинирование соли.
За январь — июнь 2024 года в стране произведено 42 414,1 тонн технической и 41 600 тонн пищевой соли.

## Кондитерская промышленность

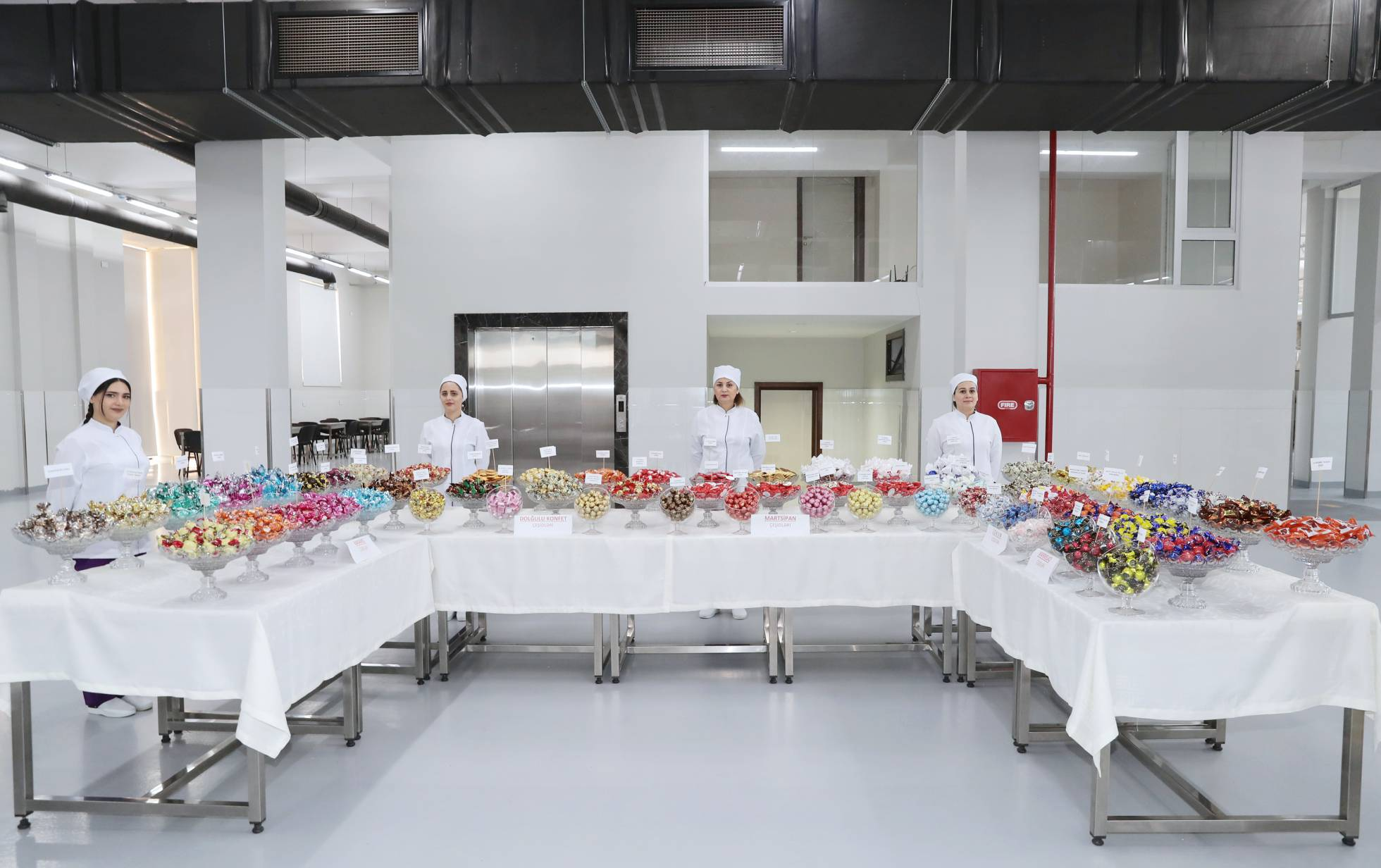
Производство кондитерских изделий Ленкорань

В Ленкорани действует предприятие по производству кондитерских изделий «Laran». Мощность предприятия составляет 2000—2500 тонн в год в натуральном выражении. На январь 2024 года  производится 1500—1800 тонн в год. Предприятие выпускает 5 видов продукции 56 наименований, в том числе карамель, лукум, лукум в шоколаде, мармелад, мармелад в шоколаде. Продукция поставляется на внутренний рынок и на экспорт. Площадь предприятия составляет 4900 м2.

## Иные отрасли
12 июня 2025 года в Баку открыт завод по производству различных видов и сортов закусок ООО «Nobel Food Industry». На заводе будут производиться попкорн, десерты и сухофрукты. Мощность завода составит 9 600 тонн продукции в год.

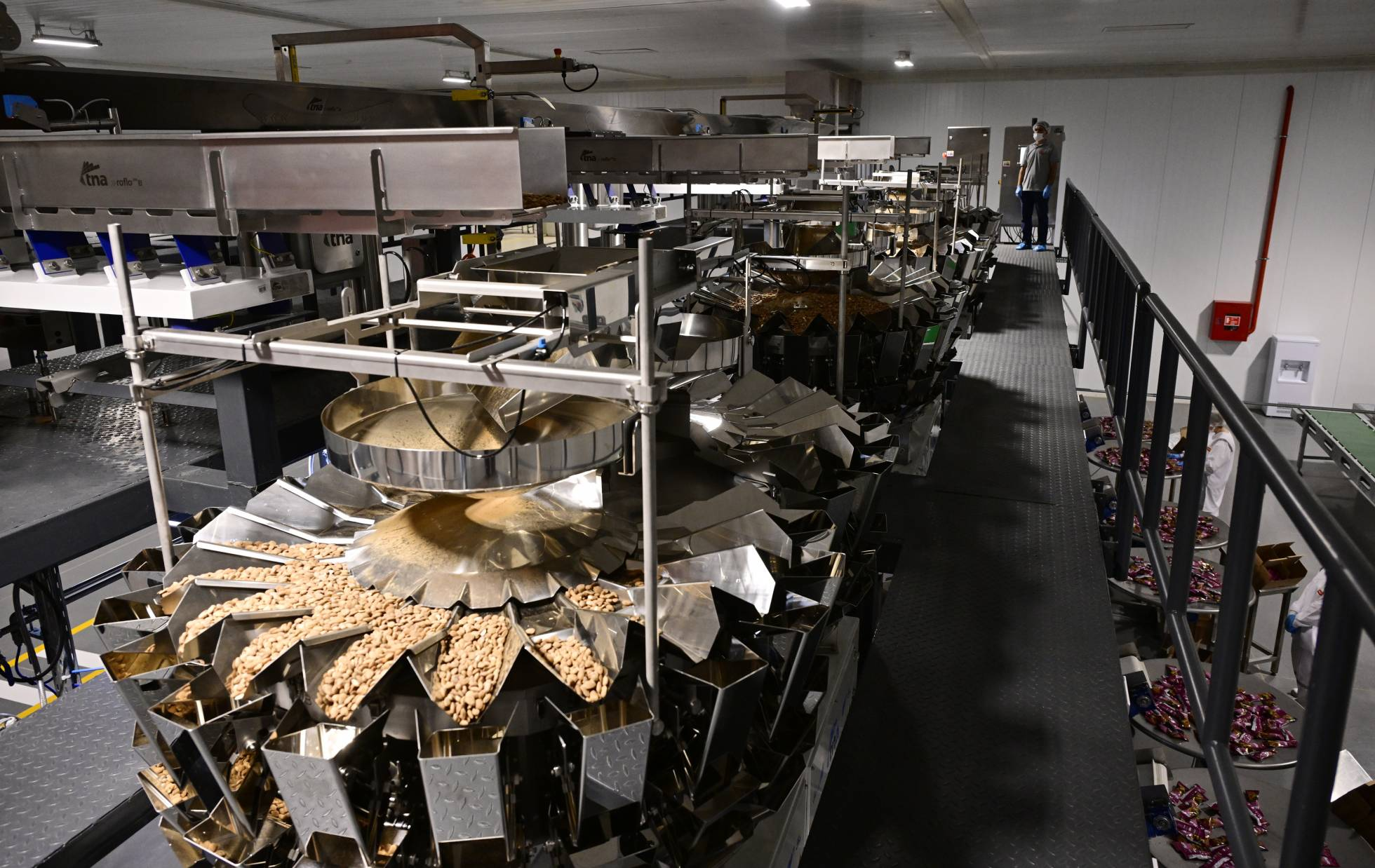
Nobel Food Industry
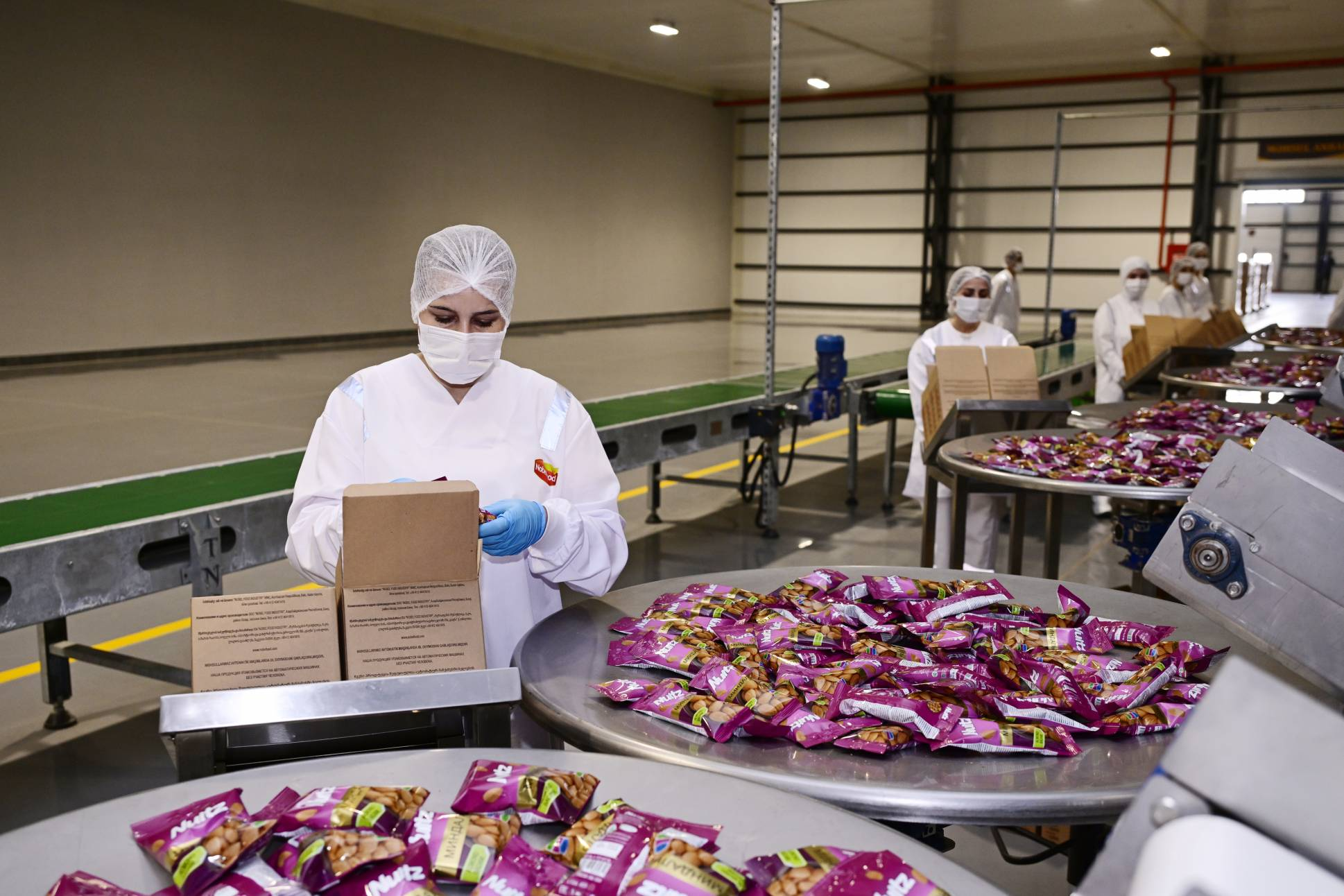
Nobel Food Industry
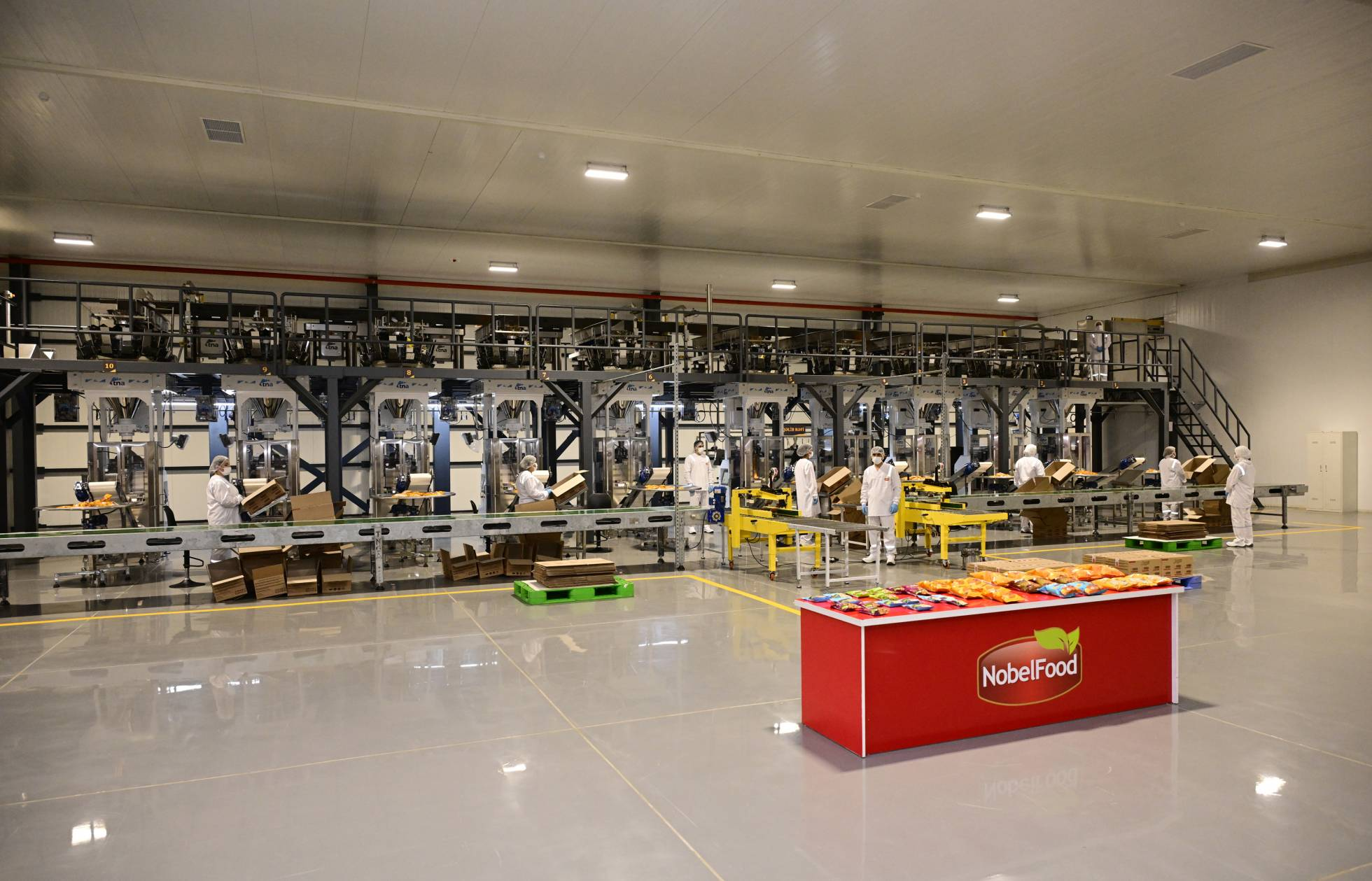
Nobel Food Industry

## Контроль качества
Действует Институт безопасности пищевых продуктов Азербайджана.

## Экспорт
Осуществляется экспорт и импорт чёрной икры. В 2024 году осуществляется экспорт в ОАЭ, США, Казахстан, Саудовскую Аравию, Сингапур. Импорт осуществляется из Китая.